# عمر المزیعل
عمر المزیعل (انگلیسی: Omar Al-Muziel؛ زادهٔ ۲۵ ژوئیهٔ ۱۹۹۲) یک ورزشکار اهل عربستان سعودی است.
از باشگاه‌هایی که در آن بازی کرده‌است می‌توان به باشگاه فوتبال الوحده عربستان سعودی، باشگاه فوتبال الشباب عربستان سعودی، و باشگاه فوتبال الاتحاد اشاره کرد.